# 千葉県道289号岩富山田台線

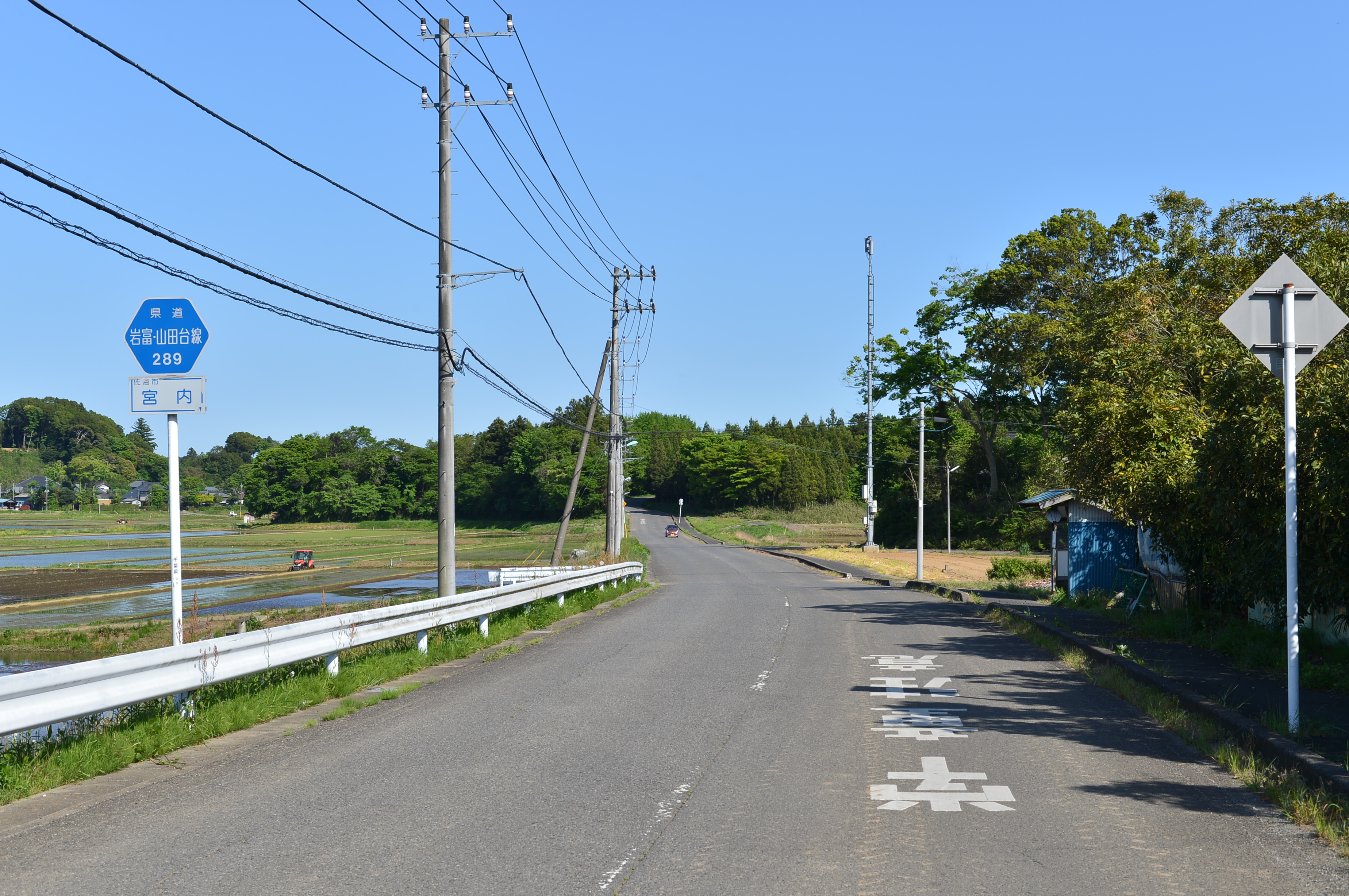
千葉県道289号岩富山田台線
佐倉市宮内（2015年5月）

千葉県道289号岩富山田台線（ちばけんどう289ごう いわとみやまだだいせん）は、千葉県佐倉市と八街市を結ぶ一般県道。

## 概要
- 起点：佐倉市岩富町（信号無交差点、千葉県道22号千葉八街横芝線交点）
- 終点：八街市山田台（沖入口交差点、国道126号交点）

## 地理

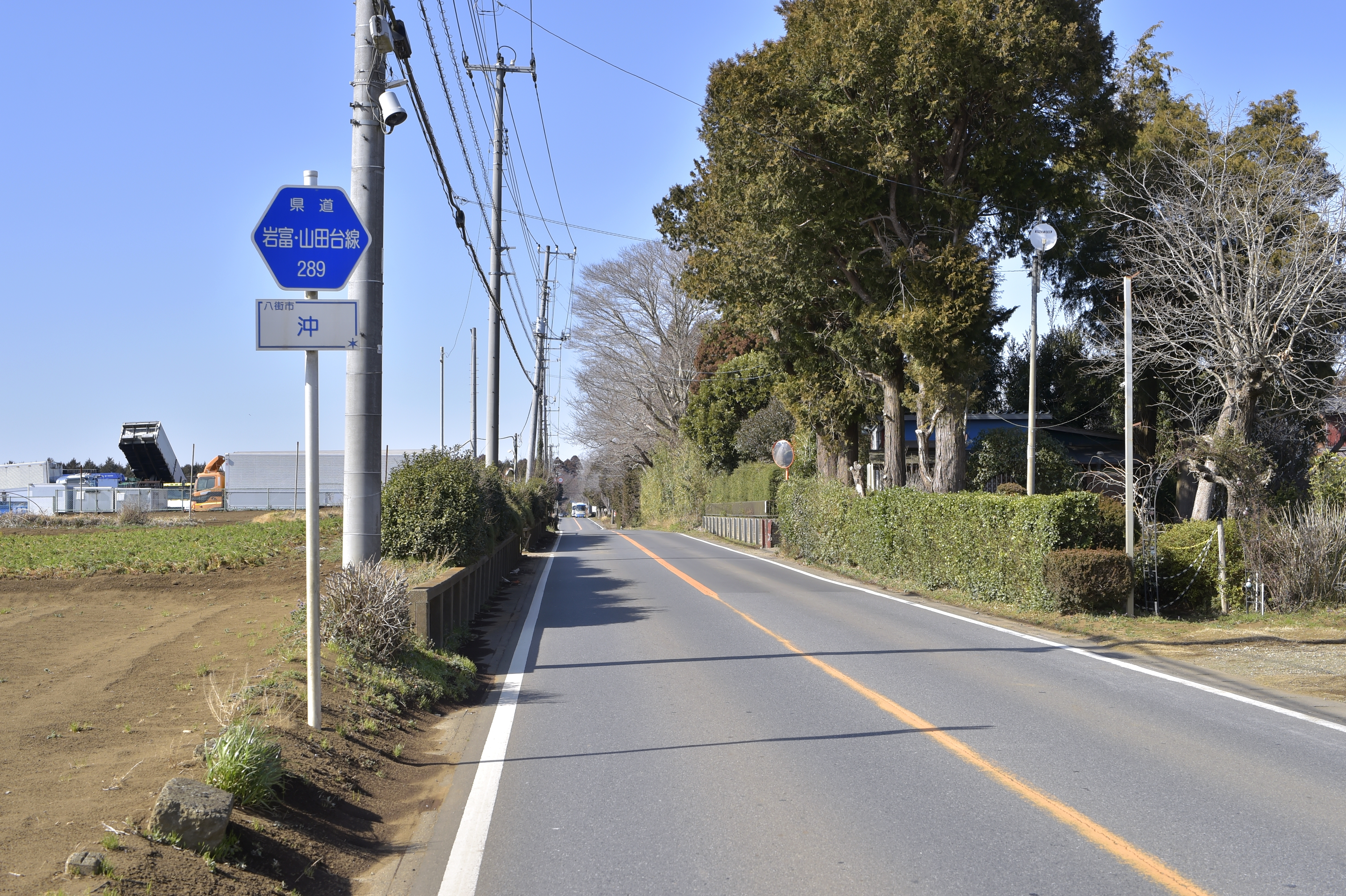
八街市沖（2023年3月）

### 通過する自治体
- 千葉県
  - 佐倉市 - 千葉市（若葉区） - 八街市

### 交差する道路
- 千葉県道22号千葉八街横芝線 - 佐倉市岩富町（信号無交差点、起点）
- 千葉県道53号千葉川上八街線 - 千葉市若葉区小間子町（内小間子交差点）
- 国道126号 - 八街市山田台（沖入口交差点、終点）